# Fidelis Rakotonarivo
Fidelis Rakotonarivo SJ (ur. 28 sierpnia 1956 w Ambohimahazo) – madagaskarski duchowny rzymskokatolicki, od 2005 biskup Ambositra.

## Życiorys
Święcenia kapłańskie przyjął 15 sierpnia 1992 w zakonie jezuitów. Przez 19 lat pracował w Fianarantsoa (m.in. jako ojciec duchowny kolegium zakonnego i archidiecezjalnego seminarium). W 2001 został przełożonym wspólnoty w Ambositra oraz radnym prowincjalnym.
24 czerwca 2005 papież Benedykt XVI mianował go biskupem Ambositra. Sakry biskupiej udzielił mu 4 września 2005 abp Fulgence Rabemahafaly.